# Zarétxnaia (Sverdlovsk)
|  | Per a altres significats, vegeu «Zarétxnaia». |

Zarétxnaia (en rus: Заречная) és un poble de l'óblast de Sverdlovsk, a Rússia, segons el cens del 2010 tenia 17 habitants.